# Karel Fleischmann
Karel Fleischmann (Klatovy, 22 febbraio 1897 – Campo di sterminio di Birkenau, 1944) è stato un medico ceco di origine ebraica, vittima dell'Olocausto. Fu anche poeta e pittore. Disegnò molte volte il campo di concentramento di Theresienstadt, dove fu internato dal 1942 al 1944.

## Biografia
Era figlio di Adolf e Franziska Fleischmann. Il padre era litografo ed il figlio ereditò le sue capacità artistiche. Tuttavia, il padre insistette affinché il figlio apprendesse un'altra professione. Fu così che si iscrisse a medicina a Praga, specializzandosi in dermatologia dove si laureò nel 1925. Studiò inoltre pittura e disegno. Lavorò come medico a České Budějovice. Nel 1937 pubblicò una serie di litografie. Era un artista poliedrico e scrisse anche poesie e prose. Fu uno dei fondatori del gruppo d'avanguardia chiamato "Linie" e fece parte del comitato editoriale della sua rivista. Pubblicò una serie di racconti, tra cui il romanzo "Návrat", nel 1933. Come tutti gli ebrei cechi, Fleischmann fu vittima delle leggi razziali naziste che gli impedirono di svolgere regolarmente il suo lavoro di medico e di artista dopo l'invasione delle forze tedesche.
Fu membro di varie organizzazioni tra cui:
- il club sportivo sionista "Makkabi",
- il gruppo "Budivoj", composto da insegnanti accademici cechi che si opponevano all'espansione della cultura tedesca nella Moravia,
- l'associazione Theodor Herzl, composta da sionisti cechi.

Il 18 aprile 1942 fu internato al campo di concentramento di Theresienstadt. Lì ricoprì posizioni importanti nel servizio medico. Non smise di dipingere, disegnare e scrivere poesie nel tempo libero, specialmente di notte, documentando la crudele realtà della vita nel ghetto.
Il 23 ottobre del 1944 fu inviato sul trasporto Et ad Auschwitz, dove fu assassinato.

## Collezioni
La maggior parte dei suoi schizzi e dipinti e le sue memorie di Theresienstadt sono state donate dal fratello al Museo ebraico di Praga. Alcuni dei suoi disegni sono stati ricuperati dopo la caduta del regime nazista, 18 di loro si trovano nella collezione di Yad Vashem. Suo fratello ha anche consegnato alcune opere a Beit Lohamei Haghetaot (casa dei combattenti del ghetto) in Israele.